# 河野通継
河野 通継（かわの みちつぐ、生没年不詳）は、鎌倉時代中期の伊予国の武士。河野通久の子。弥九郎、上野介。河野通有の父。
嘉禎3年（1237年）に父から伊予国石井郷の同郷別名を譲られる。
文永4年（1267年）に父より惣領の地位と石井郷全域などの所領を譲られるが、父に妻妾との密懐（密通）の疑いをかけられて廃嫡・義絶にされていた兄の通時が、妻妾との密懐していたのは通継の方だとして鎌倉幕府に訴訟を起こす。
5年後の文永9年（1272年）に最終的な和与が成立しているが、通時と和与したのが息子の通有であることやその時の幕府の裁許状に通継死去の死去によって彼の密懐疑惑は審議しなかった旨が書かれているため、この時点で死去していたとみられる。